# خيط قوسي

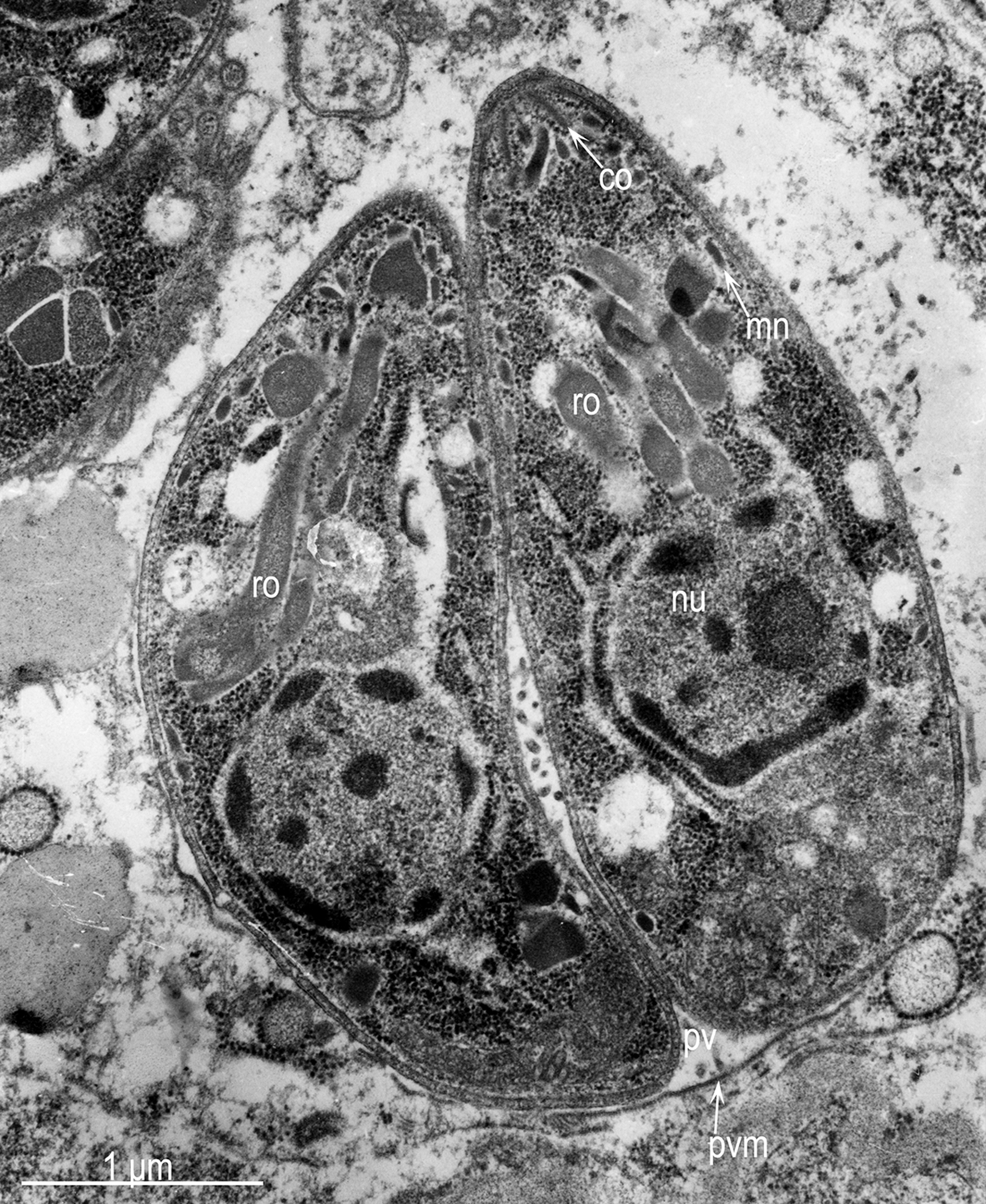
(tachyzoite) المقوسة الغوندية عبر مجهر إلكتروني نافذ، تظهر الخيوط القوسية برمز (ro)

خيط قوسي (الاسم العلمي: Rhoptry) هي عضيةٌ إفرازية مُتخصصة. هي عضياتٌ على شكل مِضرب مُتصلة بأعناق رفيعة بالقطب القمي المُتطرف للطفيلي. هذه العضيات، مثل الخيط المكروي، هي سمةٌ من سمات المراحل المتحركة لأوليات معقدات القمة. يُمكن أن تختلف من حيث العدد والشكل وتحتوي على العديد من الإنزيمات التي يتم إطلاقها أثناء عملية الاختراق. البروتينات التي تحتوي عليها مهمة في التفاعل بين العائل والطفيلي، بما في ذلك تكوين الفجوة الحاملة للطفيلي.